# Myrmecaelurus spectabilis
Myrmecaelurus spectabilis is een insect uit de familie van de mierenleeuwen (Myrmeleontidae), die tot de orde netvleugeligen (Neuroptera) behoort. 
Myrmecaelurus spectabilis is voor het eerst wetenschappelijk beschreven door Navás in 1912.